# Giacinto (Bosio)
Il Giacinto (Hyacinthe blessé) è una scultura in marmo dell'artista monegasco François-Joseph Bosio, realizzata nel 1817 e oggi conservata al museo del Louvre di Parigi.

## Storia
François-Joseph Bosio fu uno scultore monegasco che lavorò dapprima nella penisola italiana e poi nella Francia napoleonica, dove divenne noto grazie a dei busti e dei monumenti pubblici dal gusto neoclassico. Al Salone parigino che si svolse nel 1817, François-Joseph Bosio espose una statua distesa che raffigurava Giacinto, un personaggio della mitologia greca. L'opera piacque molto al re Luigi XVIII, che la acquistò.
Dopo essere stata esposta nel museo del Lussemburgo, la statua entrò nelle collezioni del museo del Louvre. Qualche anno dopo, forse nel 1826, Bosio realizzò un'altra scultura a soggetto mitologico, che spesso viene vista come un pendant del Giacinto: si tratta della Ninfa Salmace, il capolavoro dello scultore, oggi esposto proprio accanto all'opera del 1817, nella stessa sala del museo del Louvre. Inoltre, una versione in bronzo dell'opera si trova a Chicago.

## Descrizione
Nella mitologia greca, Giacinto era un giovane amato dal dio Apollo ma del quale si era invaghito anche il dio del vento occidentale, Zefiro. Quando Apollo e Giacinto cominciarono a sfidarsi in una gara di lancio del disco, Zefiro, ingelositosi, deviò la traiettoria del disco scagliato da Apollo con il suo vento, facendo sì che colpisse il giovane in testa. Apollo non riuscì a salvare Giacinto e decise di trasformarlo in un fiore che portasse il suo nome.
L'opera raffigura il giovinetto semisdraiato, mentre aspetta di lanciare il proprio disco, che si trova davanti a lui. L'opera potrebbe raffigurare il giovane appena prima dell'incidente fatale, anche se in francese la scultura è nota come Hyacinthe blessé ("Giacinto ferito"), implicando che ciò sia già successo. L'opera è ben diversa dalle raffigurazioni della morte di questo personaggio dipinte in precedenza, dato che in quei quadri il ragazzo morituro veniva retto dal dio Apollo, mentre qui è sdraiato per terra ed è solo. Il suo profilo greco idealizzato, i riccioli, il corpo nudo dalla posa sinuosa e graziosa sono tutte delle caratteristiche della scultura neoclassica.